# Lamar Alexander
Andrew Lamar Alexander (ur. 3 lipca 1940) – amerykański polityk, senator ze stanu Tennessee (wybrany w 2002), członek Partii Republikańskiej.
W latach 1979–1987 był gubernatorem stanu Tennessee. W latach 1991–1993 był sekretarzem edukacji w administracji George’a H.W. Busha.
Dwa razy chciał ubiegać się o stanowisko prezydenta, w 1996 i 2000, ale nie zdobył nominacji swojej partii.
Alexander został ponownie wybrany w 2008 i 2014 roku. Nie starał się o reelekcję w 2020. Zastąpił go republikanin Bill Hagerty.